# Central Checkout System
Le Central Checkout System (Système Central de Vérification) désigne l’équipement, physique et logiciel, interagissant avec l’environnement de test des systèmes spatiaux. L’abréviation est particulièrement utilisée dans le cadre des programmes actuels de l’ESA dont l'infrastructure de test est basé sur le logiciel CCS5 de l’entreprise danoise Terma à partir des standards de communication définis par l'agence pour le contrôle des missions spatiales (SCOS-2000). 
Le système est conçu pour communiquer avec l'ensemble des équipements spéciaux de vérification (SCOE pour Special Check-Out Equipement) : il peut s'agir de systèmes mécaniques, thermiques, électroniques, optiques, etc. dont le but est de simuler le plus fidèlement les futures conditions du satellite, afin de valider le comportement des instruments mais aussi éventuellement de les étalonner avant le vol. 
Au long du développement du projet, les sous-ensembles (un instrument scientifique par exemple) devant être testés individuellement sans la présence du satellite complet, du matériel électronique spécifique joue le rôle de la plateforme de vol et pilote l'échange des données (Télé-Métrie/Télé-Commande) directement par liaison câblée. Les ingénieurs de test contrôlent l'ensemble de ces équipements via un réseau local (LAN) en définissant un protocole commun. Ce protocole encapsule les paquets applicatifs à destination de l'unité de contrôle du satellite ou de la charge utile, ces mêmes paquets qui seront plus tard utilisés en opération. Le CCS permet donc de simuler le dialogue entre les opérateurs sol et le satellite quand celui-ci est en orbite. 

## Architecture
Le CCS est basé sur une architecture serveur/client. La machine centrale sert de pont entre l'environnement de test et l'ensemble des stations utilisateurs. L'infrastructure se divise en deux réseaux LAN :
- un qui relie la machine CCS aux différents équipements électroniques de support sol (EGSE)[4] ; dans ce réseau, chaque équipement joue le rôle de serveur et répond aux requêtes du CCS (déplacer le spécimen de test, activer une source de lumière ou de chaleur, piloter le spécimen, réaliser des mesures...) ;
- un qui relie la machine CCS aux stations d'un ou plusieurs opérateur(s) ; le CCS joue alors le rôle de serveur et chaque station de travail peut accéder à la même session de test.

En outre, le système est le plus souvent interfacé avec un serveur d'archivage afin de stocker toutes les sessions de test.